# Valeapai
Valeapai – wieś w Rumunii, w okręgu Caraș-Severin, w gminie Ramna. W 2011 roku liczyła 383 mieszkańców. 